# Bertholène
Bertholène – miejscowość i gmina we Francji, w regionie Oksytania, w departamencie Aveyron. W 2018 roku populacja Bertholène wynosiła 1070 mieszkańców, a zagęszczenie 23.3 os./km². Przez miejscowość przepływają rzeki Aveyron oraz Dourdou de Conques. 

## Zabytki
Zabytki w miejscowości posiadające status monument historique:
- zamek w osadzie Les Bourines (fr. Château des Bourines)
- dolmen des Bourines 1
- kościół w osadzie Ayrinhac (fr. Église d'Ayrinhac)
- kościół św. Maurycego w osadzie Anglars (fr. Église Saint-Maurice)